# قصر خراش
قصر خراش أو حصن فيد هو قصر أو قلعة أثرية تقع في منطقة فيد في منطقة حائل شمال المملكة العربية السعودية.

## نبذه عامة
من أهمّ معالم مدينة فيد الأثرية هو الحصن أو ما يسميه العامة قصر خراش، وهو أكبر قصر على طريق الحج ابتداء من العراق ومرورًا بفيد إلى أن تصل إلى مكة المكرمة، ويتكون الحصن من سورين خارجي يتكون من أبراج المراقبة وقد روعي في إنشائه اشتماله على عوامل دفاعية، والتصميم الداخلي محصن أيضًا بعدد من الأبراج يقع في وسطها قلعة الحصن التي تعدّ من القلاع المنيعة، الحصن كان يتصدى للأخطار التي تتعرض لها مدينة فيد، فيعتبر السد المنيع الذي يقف بوجه من يريد مكروهًا بالحجاج أو بالمدينة، وكان يقطن هذا الحصن ما يعرف بأمير الحج آنذاك.
وأهم ما يشاهد في بلدة فيد القديمة حصنها المنيع المعروف حاليًا باسم قصر خراش، ولا تزال بعض التفاصيل المعمارية لقصر خراش ظاهرة للعيان، وهو مشيد ومبني من الحجارة السوداء تعرف أيضا باسم حجارة الحرة وأبعاده 120 متر و80 متر، ويشتمل على أبراج دائرية ونصف دائرية تقع في منتصف الحصن، أبرزها بقايا القلعة تقع في الطرف الشمالي الشرقي من الحصن ومدخلها يقع على الأرجح في الجهة الجنوبية.
إلى الجنوب الغربي من القلعة، آثار أساسات لمبان تحيط بالقلعة أو القصر، بالإضافة إلى أساسات بنائية منتشرة في كل أرجاء الحصن. كما يحوي الحصن معالم بنائية مكتشفة، عبارة عن مجموعة من الحجرات الملاصقة للسور الجنوبي، ومعالم أبراج نصف دائرية، كذلك آثار لعدد من المباني في غرب وجنوب الحصن تبدو كأنها ملاحق للقصر، كما توجد آثار لبئرين تم شقهما في الجهة الشمالية والشرقية للحصن، وكانا يستعملان في تزويد الحصن بالمياه. ويتوسط قصر خراش المدينة القديمة، ويرى الباحثون أنه حصن مخصص لقصر حاكم المدينة، كما كشفت الحفريات الأثرية في المبنى وقرب سور الحصن في الجهة الجنوبية عثر على العديد من الغرف ومرابط للخيل وسكن للحراس وإقامة للزوار فيما تركز في الجهة الغربية من المدينة مساكن الأهالي في المدينة الأثرية والتي كشفتها التنقيبات الأثرية عن طريق المجسات والحفريات التي أظهرت أن الأهالي كانوا يعتمدون على بركتين شمالية وجنوبية ورصد الباحثون عددًا من الآبار مطوية بالحجر وعميقة، ووصل قطر إحدى تلك الآبار إلى عشرة أمتار. وهناك أيضًا بركة القصر وهي بركة يقترب قطرها من السبعة أمتار وعمقها أكثر من مترين حفرت على شكل الحرف ثمانية وأوصلت بقناة توريد مياه لها من مصدر بعيد.

## بناء القصر
بني القصر من حجر البازلت الأسود المحلي، وقد بلغت مساحته 270-240م، ويتكون من سورين وأبراج دائرية الشكل ونصف دائرة وقلعة مربعة الشكل، وتبلغ أعلى مباني القصر ارتفاعاً تلك التي يصل ارتفاعها 7 أمتار، وتغطي اجزاء القلعة بالأحجار المتساقطة، ويحوي القصر على حجرات ملاصقة للسور الجنوبي ومعالم ابراج نصف دائرية، وكذلك أكتشفت أعمال التنقيب في موقع القصر عن سور من الجهة الجنوبية يبلغ طوله 115م يمتد من الشرق للغرب، وتضمن ثلاثة أبراج تتخذ الشكل النصف دائري مهمتها تدعيم سمك جدران السور من الخارج.

## انظر ايضاً
- حائل
- قصر برزان
- قصر صاهود

## وصلات خارجية
- قصر خراش بفيد حائل.. مزار سياحي أثري.
- إطلالة من قصر خراش على مرابع زيد الخيل اكتشافات أثرية جديدة تجعل من فيد عروساً أخرى في الشمال.